# Герб Тонги
Герб Тонги (на тонганском языке «ko e Sila ʻo Tonga») был разработан в 1875 году, в одно время с созданием Конституции Королевства Тонга.
Три меча в правой нижней части щита символизируют три династии королей Тонги: туи-тонга, туи-хаатакалауа и туи-канокуполу. Тонга была объединена королём Сиаоси Тупоу I, который стал инициатором формирования первого официального правительства Королевства Тонга, а также официального герба государства. Голубь с оливковой веткой в левой нижней части символизирует желание народа Тонги в том, чтобы в Королевстве всегда был мир. Три звезды в левой верхней части символизируют главные островные группы Тонга: острова Тонгатапу, Вавау и Хаапаи. Корона в правой верхней части гербового щита символизирует правящего монарха, короля Королевства Тонга. В нижней части герба расположен национальный девиз государства: «Ko e ʻOtua mo Tonga ko hoku Tofiʻa» (в переводе с тонганского языка «Бог и Тонга — моё наследие»).
В Тонге не существует официального описания герба Королевства, поэтому у ряда правительственных учреждений печать может различаться.